# Zwelgetal
Het zwelgetal van een stof, zoals een bulkvormer of zemelen, is een maat voor de mate van opzwelling van de stof. Ze geeft aan met welke factor het volume van de stof toeneemt bij maximale wateropname. Voor lijnzaad bijvoorbeeld moet volgens de Europese Farmacopee het zwelgetal ten minste 4 zijn en dat van psyllium meer dan veertig.